# ベルリン・コーミッシェ・オーパー

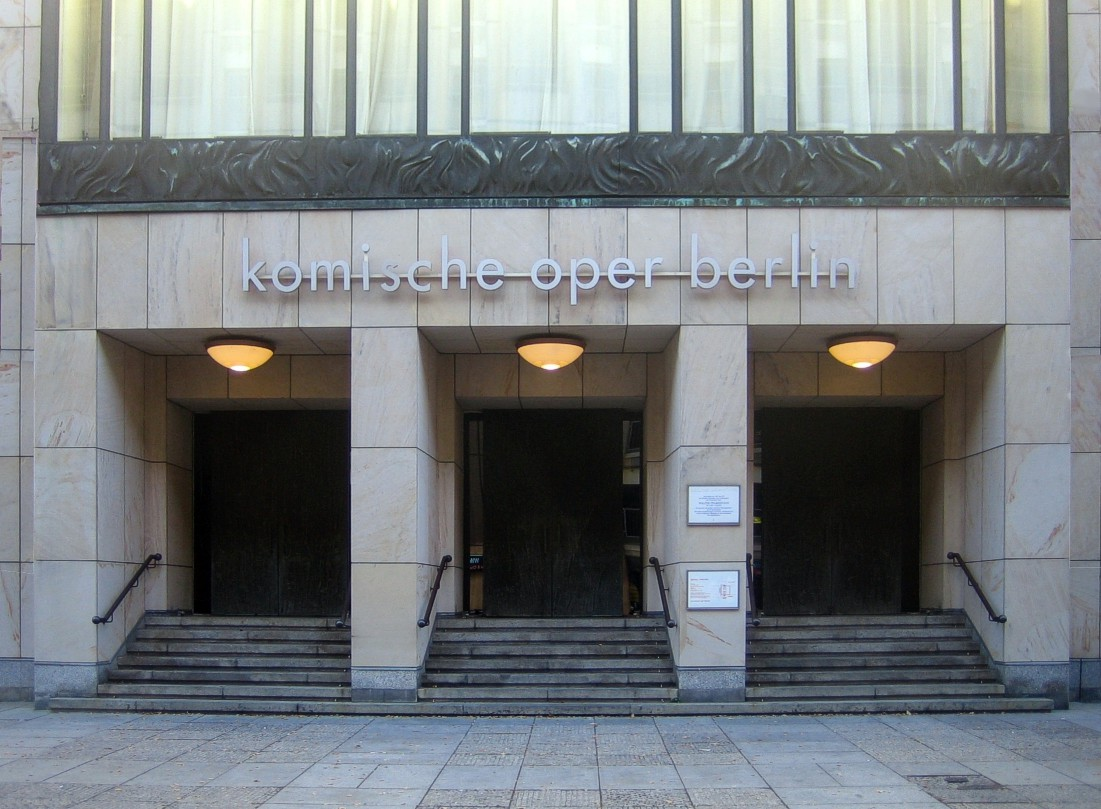
正面玄関

ベルリン・コーミッシェ・オーパー（Komische Oper Berlin）は、ベルリンのミッテ区にある歌劇場。ベルリン国立歌劇場（Staatsoper Unter den Linden）、ベルリン・ドイツ・オペラ（Deutsche Oper Berlin）、ベルリン国立バレエ団（Staatsballett Berlin）、舞台総合サービス（Bühnenservice-GmbH）と並んで財団法人オペラ・イン・ベルリンに属している。ベルリン・コーミッシェ・オーパーでの上演は基本的に外国作品やモーツァルト等のイタリア語作品でもドイツ語訳で行われている（これはドイツ圏の中規模オペラハウス、例えばウィーン・フォルクスオーパーなどでは通常のことであるが、あえて海外公演でも訳詞作品を取り上げ続けるなど、同劇場の訳詞上演ポリシーは突出しており、日本でもドイツ語版の『カルメン』『ラ・ボエーム』などを上演した）。

## 歴史

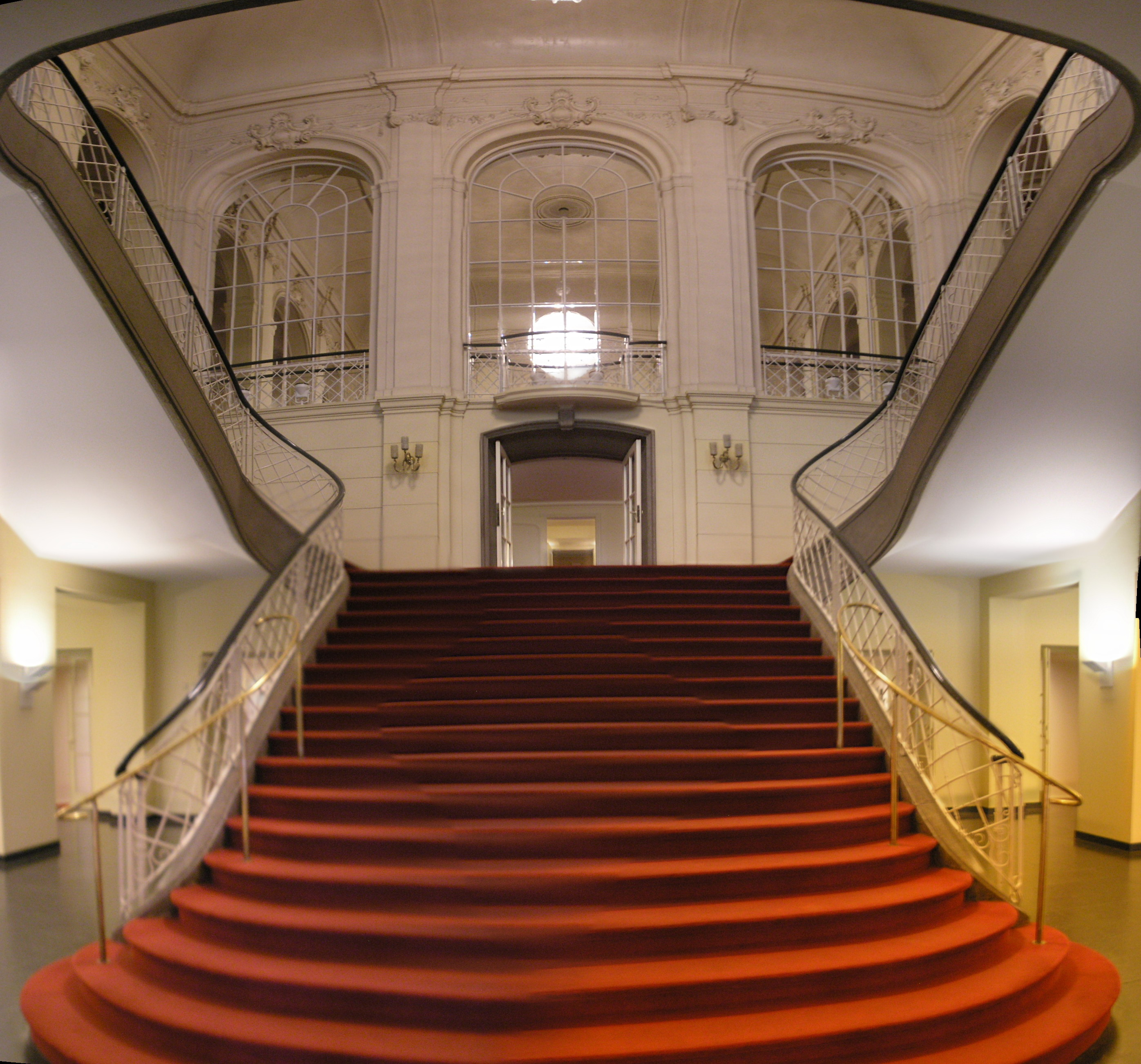
中央階段

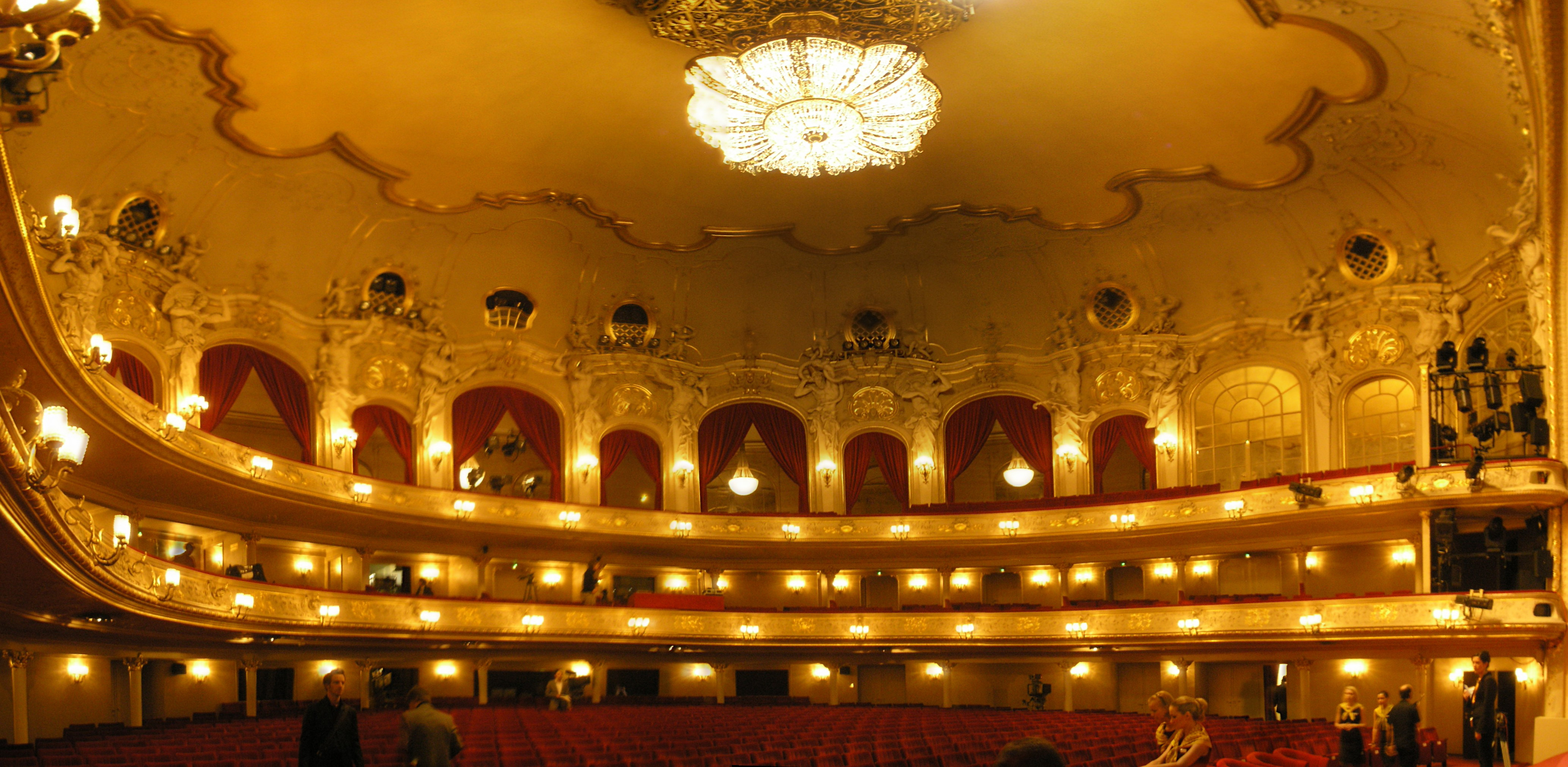
劇場内部

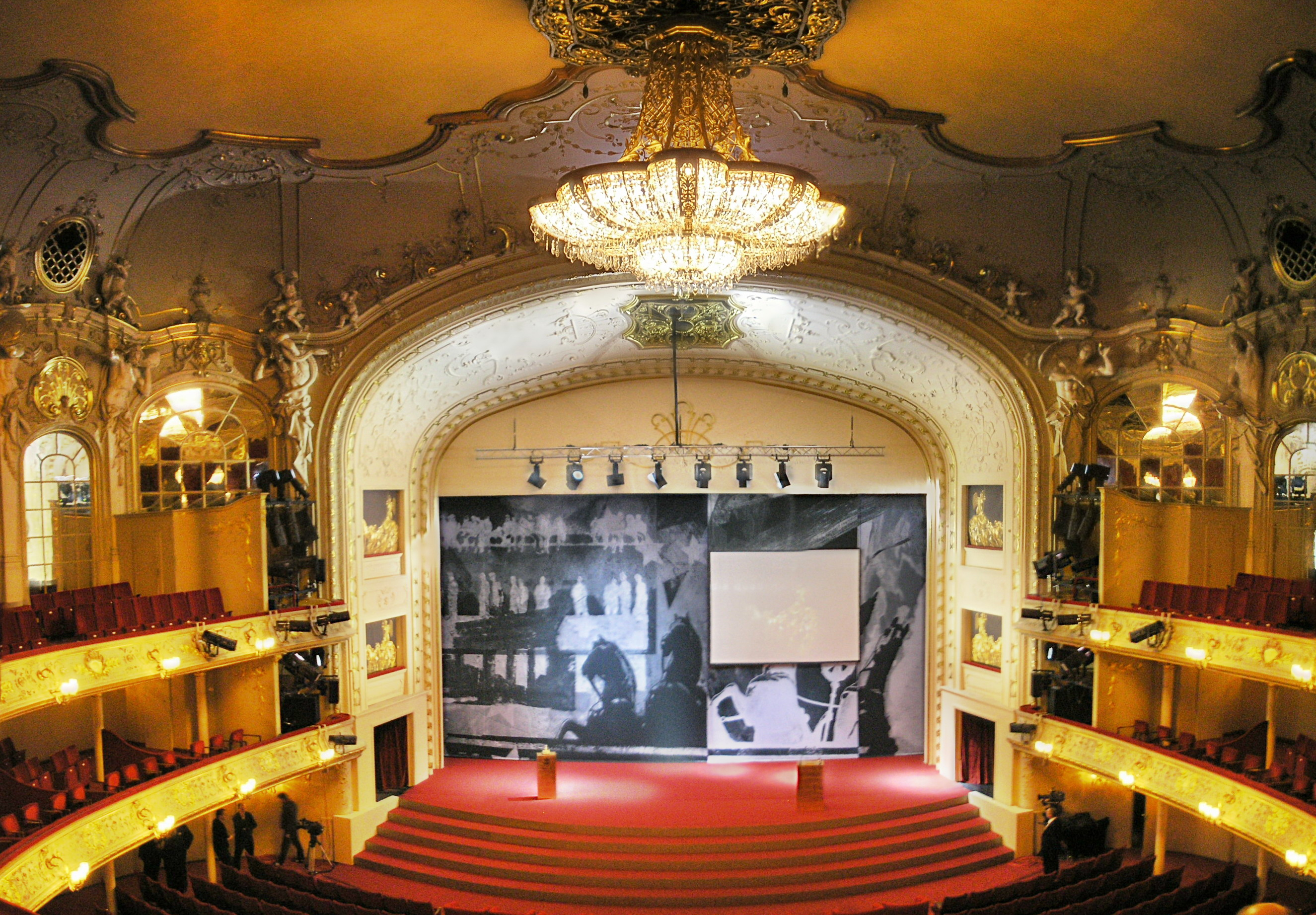
劇場内部

1947年、オーストリアの演出家ヴァルター・フェルゼンシュタイン（Walter Felsenstein）が全く新たなアンサンブルメンバーと共にベルリン・コーミッシェ・オーパーを設立。同年12月23日フェルゼンシュタイン演出『こうもり』（ヨハン・シュトラウス2世の喜歌劇）の上演によって、劇場の歴史の幕が開いた。（“コーミッシェ・オーパー”の名は、フランスの伝統ある“オペラ・コミック”からのドイツ語への翻訳である。）
1975年の死去までインテンダント（芸術総監督）と首席演出家を兼任したヴァルター・フェルゼンシュタインの活躍により、ベルリン・コーミッシェ・オーパーは現代のムジークテアター（Musiktheater）の先駆として世界的に認知されている。特にフェルゼンシュタインの演出による『ホフマン物語』（オッフェンバック作曲）、『青ひげ』 （オッフェンバック作曲）、『椿姫』（ヴェルディ作曲）等は名声を獲得している。歴代の常任指揮者にはレオ・シュピース、オットー・クレンペラー、ヴァーツラフ・ノイマン、ロルフ・ロイター、クルト・マズア、ヤコフ・クライツベルクらが就いた。
1965年から1966年の間には、劇場及び観客席に大規模な改築・改装が施され、運営部門の建物も増築された。
1966年12月4日に、フェルゼンシュタイン演出『ドン・ジョヴァンニ』（モーツァルト作曲）をもって再開。また、この機にベルリン・コーミッシェ・オーパーに新たにタンツテアター部門が設けられた（現在は解散している）。
設立者フェルゼンシュタインの死後は、この伝統ある劇場のインテンダントと首席演出家の席には彼の弟子であったヨアヒム・ヘルツが着任（1976年から1980年まで）した。
1981年からは、ハリー・クプファーが『ニュルンベルクのマイスタージンガー』演出の大成功とともに首席演出家に就任した。その後、演出家アンドレアス・ホモキが2002年に首席演出家に、加えて2003年よりインテンダントを兼任した。
2002年から2007年までキリル・ペトレンコが就いていた音楽総監督の席には、2008年よりアメリカ人指揮者のカール・セントクレアが就任している。
インテンダント兼首席演出家だったアンドレアス・ホモキは2012年よりチューリヒ歌劇場のインテンダントに就任し、ベルリン・コーミッシェ・オーパーの後任にはオーストラリア出身の演出家バリー・コスキーが就いた。

## 近年の実績
2004年、Opernwelt誌が選ぶ“年間最優秀演出家”(Regisseur des Jahres)をベルリン・コーミッシェ・オーパーでの『ムツェンスクのマクベス夫人』（ショスタコーヴィチ作曲）演出によってハンス・ノイエンフェルスが受賞。
2006年、Opernwelt誌の“年間最優秀演出家”(Regisseur des Jahres) をベルリン・コーミッシェ・オーパーでの『オレスト』（ヘンデル作曲）演出によってセバスティアン・バウムガルテンが受賞。
2007年、Opernwelt誌の“最優秀オペラハウス”(Opernhaus des Jahres) に選ばれる。同時に音楽監督キリル・ペトレンコが“年間最優秀指揮者”（Dirigent des Jahres）に、またコーミッシェ・オーパー合唱団が“最優秀合唱団”(Chor des Jahres) に選ばれる。
2008年、ベルリン舞台協会 (TheaterGemeinde Berlin) の“年間最優秀公演2007/08”(Aufführung des Jahres) を『キス・ミー・ケイト』（バリー・コスキー演出）が受賞。

## 過去の来日公演
- 1991年、オッフェンバック『青ひげ』（演出：ヴァルター・フェルゼンシュタイン、指揮：ロルフ・ロイター）[1]
- 『ラ・ボエーム』（演出：ハリー・クプファー、指揮：ヨアヒム・ヴィラート）[2]
- 『フィガロの結婚』（演出：ハリー・クプファー、指揮：ヨアヒム・ヴィラート）[3]
- 1994年、『カヴァレリア・ルスティカーナ』／『道化師』（演出：クリスティーネ・ミーリッツ、指揮：シモーネ・ヤング）[4]

『カルメン』（演出：ハリー・クプファー、指揮：ロルフ・ロイター）
- 1998年、『ホフマン物語』（演出：ハリー・クプファー、指揮：呂紹嘉）[6]

『こうもり』（演出：ハリー・クプファー、指揮：ヤコフ・クライツベルク）

## その他、日本との関係
- 1998年から阪哲朗が第一指揮者を務めていた。
- 2003年11 月に、ヴィリー・デッカー演出『イェヌーファ』（ヤナーチェク作曲）がベルリン・コーミッシェ・オーパーと二期会との共同制作によって上演された。日本では2004年12 月に東京で上演が行われた[8]。
- 2008年2、3月には、びわ湖ホール、神奈川県民ホール、東京二期会の共同制作によってアンドレアス・ホモキ演出の『ばらの騎士』（R.シュトラウス作曲）が上演された[9][10]。これは2006年4月にベルリン・コーミッシェ・オーパーにて新制作されたプロダクションである。